# Николај Севастијанов
Николај Пловдивски (буг. Николай Методиев Севастиянов; Софија, 19. јул 1969) је бугарски православни духовник, епископ знепољски од 2001. до 2007, и митрополит пловдивски од 2007. године.

## Биографија
Дипломирао је на Богословском факултету Софијског универзитета, а после је студирао у Московској духовној академији, где је добио степен кандидат богословских наука.
Постао је монах у Враци, 6. децембра 1990, а епископ знепољски 2001. године.
Дана 4. фебруара 2007. године је изабран за пловдивског митрополита.

## Изјаве
Године 2002, током литургије у цркви Света Недеља у Софији, свештеник храма доноси столицу до царског трона, да би сео папски нунциј Антонио Менини као високо поштовани гост. Тада је епископ Николај извукао столицу и нунциј је остао да стоји.
Дана 14. фебруара 2007. године митрополит Николај је назвао папу Јована Павла ІІ и његове кардинале јеретицима, јер исповедају други симбол вере. Митрополит каже, да се тај закључак извлачи од црквених канона и он их не назива јеретицима, већ црква.
Митрополит Николај током литургије у Крџалију 2008. године се залаже против чланства Бугарске у Европској унији - „Зашто нам је потребна интеграција у ЕУ - да не бисмо могли забранити геј-параде, параде разврата у градовима?“. Што се тиче новог бугарског породичног кодекса, митрополит каже да „он уводи нову форму заједничког живота - блуд и прељуб се легализују бугарском државом и законом.“ Митрополит Николај је осудио дискотеке као „брлоге бесова и разврата, пијанства и зла.“ (буг. свърталища на бесовете и разврата, на пиянството и злото)
Дана 6. септембра 2009. године, након молитве за 15 бугарских грађана, који су се удавили у Охридском језеру, митрополит Николај је рекао да је ова трагедија највероватније Божја казна због масовог падања моралних вредности, укључујући и концерт Мадоне на дан Јована Крститеља.